# Saint-Raphaël (Dordogne)
Saint-Raphaël település Franciaországban, Dordogne megyében. Lakosainak száma 94 fő (2022. január 1.). Saint-Raphaël Excideuil, Anlhiac, Cherveix-Cubas, Tourtoirac, Saint-Médard-d’Excideuil és Saint-Martial-d’Albarède községekkel határos.

## Népesség
A település népessége az elmúlt években az alábbi módon változott:
| Lakosok száma | 112  | 93   | 109  | 101  | 108  | 96   | 94   | 93   | 93   | 94   |
|               | 1968 | 1982 | 1990 | 2006 | 2013 | 2015 | 2017 | 2019 | 2020 | 2022 |